# Mannoza
Mannoza – organiczny związek chemiczny z grupy aldoheksoz, rzadko występujący w stanie wolnym w przyrodzie, częściej w postaci glikoprotein i glikolipidów. Najbardziej rozpowszechniony jest w postaci jego polimerów – mannanów, które występują w hemicelulozach (m.in. w krasnorostach i w nasionach palmy słoniorośli) oraz śluzach roślinnych (m.in. w nasionach kosaćcowatych i bulwach storczykowatych).

## Izomery
W roztworach wodnych występuje w postaci 4 izomerów pozostających w stanie równowagi, przy czym zdecydowanie dominująca (>99%) jest forma piranozowa.
| α-D-mannofuranoza 0,6%  | β-D-mannofuranoza 0,2%  |
| α-D-mannopiranoza 63,7% | β-D-mannopiranoza 35,5% |

## Metabolizm
Metabolizm mannozy zachodzi poprzez fosforylację katalizowaną przez heksokinazę do mannozo-6-fosforanu, który potem przekształcany jest przez izomerazę fosforanu mannozy do fruktozo-6-fosforanu.

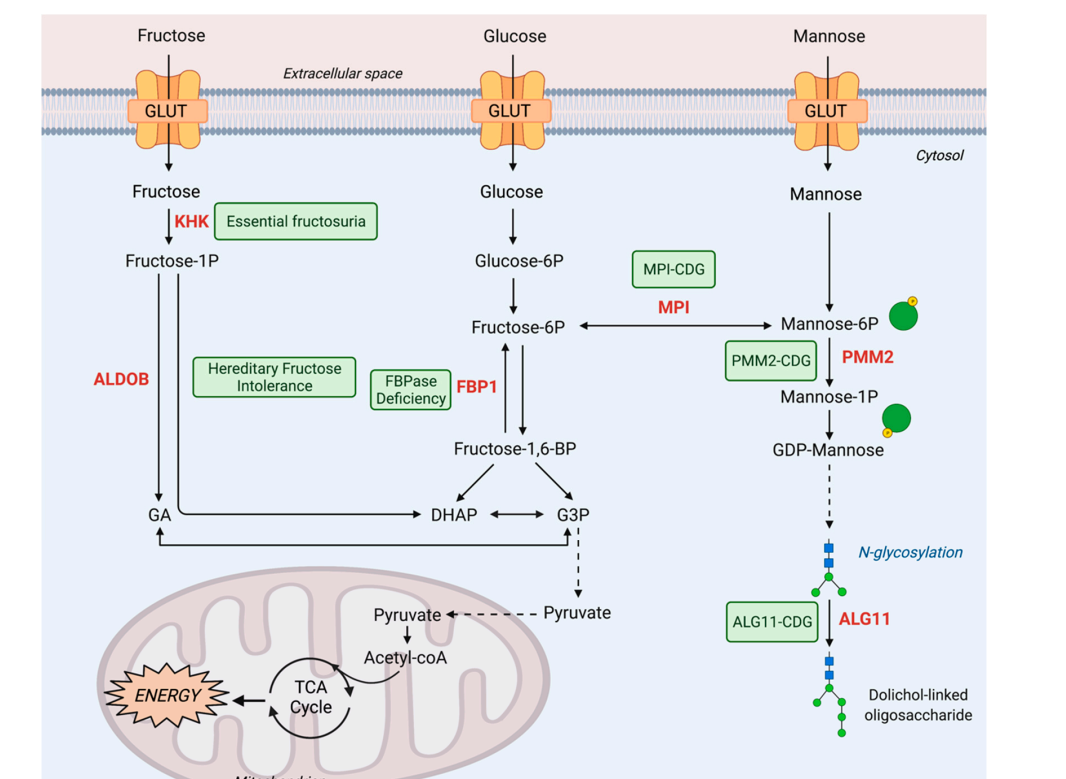
Metabolizm mannozy u człowieka